# العلاقات الأردنية الكورية الجنوبية
العلاقات الأردنية الكورية الجنوبية هي العلاقات الثنائية التي تجمع بين الأردن وكوريا الجنوبية.

## مقارنة بين البلدين
هذه مقارنة عامة ومرجعية للدولتين:
| وجه المقارنة                                              | الأردن                   | كوريا الجنوبية                                                          |
| --------------------------------------------------------- | ------------------------ | ----------------------------------------------------------------------- |
| المساحة (كم2)                                             | 89.34 ألف                | 100.30 ألف                                                              |
| عدد السكان (نسمة)                                         | 9.81 مليون               | 51.47 مليون                                                             |
| الكثافة السكانية (ن./كم²)                                 | 109.81                   | 513.16                                                                  |
| العاصمة                                                   | عمان                     | سول                                                                     |
| اللغة الرسمية                                             | اللغة العربية            | اللغة الكورية                                                           |
| العملة                                                    | دينار أردني              | وون كوري جنوبي                                                          |
| الناتج المحلي الإجمالي (بليون دولار)                      | 40.07 مليار              | 1.53 تريليون                                                            |
| الناتج المحلي الإجمالي (تعادل القوة الشرائية) بليون دولار | 82.80 مليار              | 1.75 تريليون                                                            |
| الناتج المحلي الإجمالي الاسمي للفرد دولار أمريكي          | 4.94 ألف                 | 27.22 ألف                                                               |
| الناتج المحلي الإجمالي للفرد دولار أمريكي                 | 12.05 ألف                |                                                                         |
| مؤشر التنمية البشرية                                      | 0.748                    | 0.901                                                                   |
| رمز المكالمات الدولي                                      | +962                     | +82                                                                     |
| رمز الإنترنت                                              | .jo                      | .kr                                                                     |
| المنطقة الزمنية                                           | ت ع م+02:00، ت ع م+03:00 | توقيت كوريا الجنوبية، ت ع م+09:00، آسيا/سيول ‏، ت ع م+08:00، ت ع م+08:30 |

## منظمات دولية مشتركة
يشترك البلدان في عضوية مجموعة من المنظمات الدولية، منها:
| علم المنظمة | اسم المنظمة                                                | تاريخ انضمام الأردن | تاريخ انضمام كوريا الجنوبية |
| ----------- | ---------------------------------------------------------- | ------------------- | --------------------------- |
|             | مؤسسة التمويل الدولية                                      | 20 يوليو 1956       | 16 مارس 1964                |
|             | منظمة حظر الأسلحة الكيميائية                               | ?                   | ?                           |
|             | يونسكو                                                     | 14 يونيو 1950       | 14 يونيو 1950               |
|             | الأمم المتحدة                                              | 14 ديسمبر 1955      | 17 سبتمبر 1991              |
|             | منظمة الشرطة الجنائية الدولية                              | ?                   | ?                           |
|             | البنك الدولي للإنشاء والتعمير                              | 29 أغسطس 1952       | 26 أغسطس 1955               |
|             | العملية المشتركة للاتحاد الأفريقي والأمم المتحدة في دارفور | ?                   | ?                           |
|             | الاتحاد البريدي العالمي                                    | ?                   | ?                           |
|             | مؤسسة التنمية الدولية                                      | 4 أكتوبر 1960       | 18 مايو 1961                |
|             | منظمة التجارة العالمية                                     | ?                   | ?                           |
|             | المركز الدولي لتسوية المنازعات الاستشارية                  | 29 نوفمبر 1972      | 23 مارس 1967                |
|             | وكالة ضمان الاستثمار متعدد الأطراف                         | 12 أبريل 1988       | 12 أبريل 1988               |

## وصلات خارجية
- موقع وزارة الخارجية الأردنية
- موقع وزارة الخارجية الكورية الجنوبية